# Hugo Hantsch
Hugo Alois Emmanuel Hantsch OSB (* 15. Januar 1895 in Teplitz-Schönau, Österreich-Ungarn; † 6. August 1972 in Wien) war ein österreichischer Ordenspriester der Benediktiner und Historiker. Er lehrte als Professor für Neuere Geschichte an der Universität Wien.

## Leben
Hugo Hantsch wurde 1895 als Sohn des Walzwerkbeamten Hugo Heinrich Hantsch und dessen Ehefrau Maria Theresia Hühle geboren. Er wuchs im bürgerlichen Milieu der nordböhmischen Kurstadt Teplitz-Schönau in der Habsburgermonarchie auf und trat 1913 in das Benediktinerkloster Stift Melk (dem damals sein Onkel Amandus John als Abt vorstand) in Niederösterreich ein. Er studierte an der Universität Innsbruck Theologie und Philosophie. Im Jahre 1918 wurde er in St. Pölten zum Priester geweiht. 
An der Universität Wien studierte er anschließend Geschichte, Germanistik und Geographie. Mit einer kirchenhistorischen Arbeit über die historischen Voraussetzungen der Professurkunde bei den Benediktinern wurde er 1921 bei Harold Steinacker zum Dr. phil. promoviert. Zunächst arbeitete er als Archivar in der Bibliothek des Grafen Schönborn im unterfränkischen Schloss Wiesentheid. Mit einer Schrift über den Reichsvizekanzler Friedrich Karl Graf von Schönborn (1674–1746) im Kontext der politischen Geschichte während der Herrschaft der Habsburgerkaiser Josef I. und Karl VI. (erste Hälfte des 18. Jahrhunderts) habilitierte sich Hantsch 1930 bei dem großdeutschen Historiker Heinrich von Srbik und Alfred Francis Přibram an der Universität Wien. 
Hugo Hantsch war ein Anhänger der 1934 errichteten katholisch-klerikalen Ständestaat-Diktatur unter Dollfuß und Schuschnigg und betätigte sich als Kulturfunktionär der Vaterländischen Front. Er erhielt 1935 einen Ruf als ordentlicher Professor an die Karl-Franzens-Universität Graz. Kurz nach der Veröffentlichung seines Werkes Geschichte Österreichs (1937) erfolgte der „Anschluss“ Österreichs an NS-Deutschland und das Buch wurde von den Nationalsozialisten verboten. 
Hantsch wurde 1938 von der Gestapo verhaftet. Bis 1939 war er in verschiedenen Konzentrationslagern, u. a. im KZ Buchenwald, interniert. Nach seiner Entlassung trat er eine Pfarrstelle im niederösterreichischen Ravelsbach an, durfte sich aber bis Ende der NS-Zeit nicht mehr wissenschaftlich betätigen. Trotz seiner gegensätzlichen politischen Ausrichtung blieb Hantsch seinen akademischen Lehrern Steinacker und Srbik, die Anhänger des Nationalsozialismus waren, persönlich verbunden.
Erst nach dem Ende des Zweiten Weltkrieges konnte er (1946) als Professor und Ordinarius für Neuere Geschichte an der Universität Wien lehren, wo er Nachfolger von Srbik wurde, der nach dem Krieg entlassen worden war. 
Hantsch war Vorsitzender der Kommission für Neuere Geschichte Österreichs und gab ab 1953 die Wiener historischen Studien und 1962 Gestalter der Geschicke Österreichs heraus. Die Internationale Stiftung Mozarteum wählte Hugo Hantsch 1955 zum Präsidenten. Von 1935 bis 1951 war er Mitglied der Historischen Landeskommission für Steiermark. 1965 wurde ihm der Preis der Stadt Wien für Geisteswissenschaften verliehen.
Seine zweibändige Geschichte Österreichs (Erstauflage Band I 1937, Band II 1950) erschien in zahlreichen Auflagen und galt mehreren Generationen von Geschichtsstudenten – bis in die 1980er-Jahre – als Standardwerk, das schlicht als „der Hantsch“ bezeichnet wurde.

## Schriften (Auswahl)
- Der deutsche Bauernkrieg, Becker, Würzburg 1925.
- Jakob Prandtauer. Der Klosterarchitekt des österreichischen Barock., Krystall, Wien 1926.
- Die Entwicklung Österreich-Ungarns zur Großmacht, Herder, Freiburg 1933.
- Die Geschichte Österreichs, 2 Bände, Styria, Graz 1937/50 (Neuausgabe 1994).
- Die Nationalitätenfrage im alten Österreich, Herold, Wien 1953.
- Leopold Graf Berchtold. Grandseigneur und Staatsmann, 2 Bände, Styria, Graz 1963.